# Orignolles
Orignolles és un municipi francès situat al departament del Charente Marítim i a la regió de la Nova Aquitània. L'any 2007 tenia 611 habitants.

## Demografia

### Població
El 2007 la població de fet d'Orignolles era de 611 persones. Hi havia 279 famílies de les quals 86 eren unipersonals (31 homes vivint sols i 55 dones vivint soles), 110 parelles sense fills, 67 parelles amb fills i 16 famílies monoparentals amb fills.
La població ha evolucionat segons el següent gràfic:
Habitants censats

### Habitatges
El 2007 hi havia 317 habitatges, 285 eren l'habitatge principal de la família, 14 eren segones residències i 17 estaven desocupats. 308 eren cases i 6 eren apartaments. Dels 285 habitatges principals, 240 estaven ocupats pels seus propietaris, 36 estaven llogats i ocupats pels llogaters i 9 estaven cedits a títol gratuït; 1 tenia una cambra, 15 en tenien dues, 47 en tenien tres, 87 en tenien quatre i 135 en tenien cinc o més. 218 habitatges disposaven pel capbaix d'una plaça de pàrquing. A 119 habitatges hi havia un automòbil i a 139 n'hi havia dos o més.

### Piràmide de població
La piràmide de població per edats i sexe el 2009 era:
| Homes | Edats   | Dones |
| ----- | ------- | ----- |
| 0     | 95 o +  | 0     |
| 0     | 90 a 94 | 0     |
| 12    | 85 a 89 | 4     |
| 0     | 80 a 84 | 8     |
| 16    | 75 a 79 | 4     |
| 8     | 70 a 74 | 20    |
| 32    | 65 a 69 | 36    |
| 16    | 60 a 64 | 12    |
| 20    | 55 a 59 | 12    |
| 20    | 50 a 54 | 12    |
| 16    | 45 a 49 | 24    |
| 16    | 40 a 44 | 4     |
| 28    | 35 a 39 | 24    |
| 28    | 30 a 34 | 20    |
| 28    | 25 a 29 | 20    |
| 4     | 20 a 24 | 36    |
| 24    | 15 a 19 | 12    |
| 16    | 10 a 14 | 12    |
| 16    | 5 a 9   | 12    |
| 32    | 0 a 4   | 12    |

## Economia
El 2007 la població en edat de treballar era de 367 persones, 254 eren actives i 113 eren inactives. De les 254 persones actives 234 estaven ocupades (131 homes i 103 dones) i 20 estaven aturades (7 homes i 13 dones). De les 113 persones inactives 55 estaven jubilades, 16 estaven estudiant i 42 estaven classificades com a «altres inactius».

### Ingressos
El 2009 a Orignolles hi havia 279 unitats fiscals que integraven 613,5 persones, la mediana anual d'ingressos fiscals per persona era de 16.506 €.

### Activitats econòmiques
Dels 17 establiments que hi havia el 2007, 1 era d'una empresa alimentària, 3 d'empreses de construcció, 3 d'empreses de comerç i reparació d'automòbils, 5 d'empreses de transport, 2 d'empreses d'hostatgeria i restauració, 2 d'empreses financeres i 1 d'una empresa classificada com a «altres activitats de serveis».
Dels 4 establiments de servei als particulars que hi havia el 2009, 1 era una lampisteria, 1 perruqueria i 2 restaurants.
L'únic establiment comercial que hi havia el 2009 era una peixateria.
L'any 2000 a Orignolles hi havia 24 explotacions agrícoles que ocupaven un total de 826 hectàrees.

## Equipaments sanitaris i escolars
El 2009 hi havia una escola elemental.

## Poblacions més properes
El següent diagrama mostra les poblacions més properes.